# André Pakosie

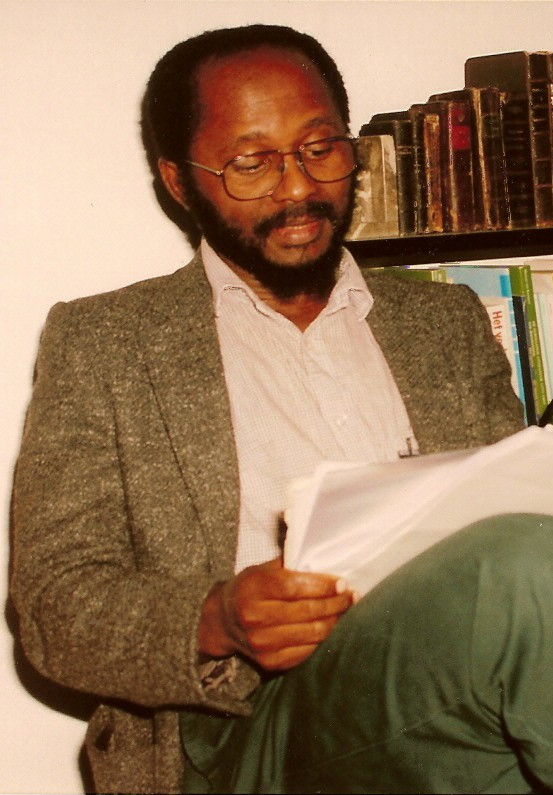
André Pakosie, ca. 1992

André Richard Matiematie Pakosie (Drietabbetje, 25 mei 1955) is een Surinaams schrijver, kruidenkenner, winticonsulent, kapitein van de Aukaanse marrons in Nederland en kenner van de Aukaanse cultuur.

## Levensloop
André Pakosie groeide op in het Surinaams tropische regenwoud en komt uit een familie van genezers en spirituele leiders. In 1977 werd hij 'dobuu-komfo', een van de hoogste spirituele leiders van de Aukaanse marrons, waartoe hij behoort. 
In 1974 stelde Pakosie de Dag der Marrons in waarop de Surinaamse Marrons gezamenlijk de strijd van hun voorouders tegen slavernij en voor vrijheid, herdenken en vieren.
In 1980 stichtte hij aan de Oost-Westverbinding (km 104) het dorp en spiritueel- en gezondheidscentrum Sabanapeti. Hier organiseerde hij culturele manifestaties. Premier Wim Udenhout werd er in 1985 ereburger. 
In 1987 vluchtte Pakosie voor het oorlogsgeweld naar Nederland. In Utrecht begon hij een fytotheek en zette hij het Marron-instituut Stichting Sabanapeti op dat een documentatiecentrum beheert voor marronculturen.
Daarnaast legde hij zich toe op het schrijven. Hij schreef artikelen in het blad Siboga [Wegwijzer] en boeken over onder meer granman Gazon Matodja, de hoogste gezagdrager van de Aukaners. Journalistiek werk van hem verscheen in de Surinaams-Nederlandse Weekkrant Suriname, Dagblad Trouw, Volksnieuws en Het Parool. 

## Werken
André Pakosie schreef proza en poëzie in het Nederlands, Sranantongo, Saramaccaans en Aukaans (elf uitgaven) over de Surinaamse geschiedenis: 
De dood van Boni (1972) geeft de bosland-versie van het verhaal over de guerrillastrijder Boni. Over de vrijheidsstrijd van de marrons gaan De bevrijding van mijn volk (A fri fu mi pipel) (1973) en Gaanta Labi 1760 (1976). In het Aukaans verschenen het verhaal A Toli fu a Ogii M'ma [Het verhaal over de slechte moeder] (1976), Mbei goonliba jei (Opdat de wereld het hore) (1978), Een kritische analyse van de ontdekking van de Leeuwekoning van de Mandingo; ontdekking of volksbedrog?(1995);
Documentair van belang is Okanisi Marron onomastiek, van Yaw tot Kenrich van Abeni tot Ruth. Een studie naar de betekenis, oorsprong en verspreiding van de Surinaamse Okanisi Marron (traditionele) persoonsnamen (2019), Een beknopt overzicht van het ontstaan van de Bosnegerstammen de Lo de Bee en de Mama(osoe)pikin of Wosoedendoe (1976), Moeder- en kindzorg en andere geboorterituelen in een traditionele Marronsamenleving (1997), Kiya en gi-pangi, gebruiken rond volwassenwording van meisjes in de Ndyuka Marronsamenleving in Suriname (1998),
Ontstaan en ontwikkeling van de Aleke, popmuziek van de Ndyuka (1999), Akontu Velanti, gaanman op het snijvlak van traditie en moderne tijd (2001), Writing in Ndyukatongo, a Creole language in South America (2003), Maroon Leadership and the Surinamese State, 1760-1990 (1996) en Gazon Matodja, Surinaams stamhoofd aan het eind van een tijdperk, 1999. 

## Onderscheidingen
- In 2000 werd Pakosie door Gazon Matodja benoemd tot kabiten voor de Aukaners in Nederland. Hij ontving daarbij ook als eerste de Gaanman Gazon Matodja Award.
- In 2001 werd Pakosie benoemd tot Ridder in de Orde van Oranje-Nassau (Nederland) en Ridder in de Ere-Orde van de Gele Ster (Suriname).

## Rechtszaken

### Kort geding
In 2005 spande Pakosie een kort geding aan tegen Surinamedeskundigen Wim Hoogbergen en Dirk Kruijt en hun uitgever vanwege volgens hem onware passages over zijn persoon in het boek De oorlog van de sergeanten, Surinaamse militairen in de politiek, waarin hij wordt beticht van het aannemen van een baan van Desi Bouterse in ruil voor steun tegen onheil (boze geesten) door obia en van het vervolgens aanbieden van obia aan zijn rivaal Ronnie Brunswijk, waarna hij zou zijn verjaagd door het Junglecommando omdat zijn obia niet werkte volgens hen (Moengo werd weer ingenomen door het leger ondanks een obia). Pakosie werkte echter reeds vanaf 1973 als ambtenaar voor de overheid en volgens hem was hij niet loyaal aan het regime van Bouterse. Ook zou hij op de vlucht zijn geweest naar Frans-Guyana voor Bouterse (na de moorden in Moiwana) en niet voor het Junglecommando.
De auteurs erkenden geen causaal verband te kunnen aantonen tussen de obia's van Pakosie en zijn functie (een anonieme bron die zij op de zitting aanhaalden beschuldigde hem hier wel van) en beloofden bij de rechtszaak de gewraakte passages te verwijderen uit latere drukken. De rechter oordeelde dat er weliswaar fouten in het boek stonden, maar Pakosie geen schadevergoeding toekwam.

### Verkrachting
Pakosie zit sinds 19 oktober 2012 in detentie op verdenking van jarenlange verkrachting van zijn dochter. Bij zijn aanhouding werden diverse computers in beslag genomen. Voorts wordt hij ervan verdacht enkele verkrachtingen te hebben laten filmen of zelf op video te hebben vastgelegd. Zijn vrouw en ex-vrouw zijn medeverdachten.
Op 29 mei 2014 werd Pakosie vrijgelaten uit voorarrest. Hij mocht de behandeling van zijn strafzaak in vrijheid afwachten. Op 27 mei 2015 eiste de officier van justitie in Utrecht 9 jaar gevangenisstraf. De officier achtte bewezen dat Pakosie een dochter 7 jaar lang heeft misbruikt. Hij zou het meisje hebben wijs gemaakt dat zij ziek zou worden als zij geen seks met hem zou hebben. Volgens Pakosie is hij het slachtoffer van een hetze, al gaf hij wel toe "zes tot zeven" keer seks met zijn dochter te hebben gehad, maar binnen zijn cultuur zou dat niet zo bijzonder zijn, verdedigde hij zich. De rechtbank Midden Nederland veroordeelde Pakosie in juni 2015 tot 6 jaar gevangenisstraf wegens verkrachting. Ook de vrouw en de ex-vrouw van Pakosie kregen celstraf.